# Stilla havets Grand Prix
Stilla havets Grand Prix (eng. Pacific Grand Prix) var en deltävling i formel 1-VM som kördes på TI Aida, 70 km nordost om Okayama i Japan, säsongerna 1994 och 1995.

## Vinnare Stilla havets Grand Prix
| År   | Bana    | Förare             | Konstruktör      |
| ---- | ------- | ------------------ | ---------------- |
| 1995 | TI Aida | Michael Schumacher | Benetton-Renault |
| 1994 | TI Aida | Michael Schumacher | Benetton-Ford    |